# Agrypon nelsoni
Agrypon nelsoni là một loài tò vò trong họ Ichneumonidae.